# Giovanni Battista Langetti

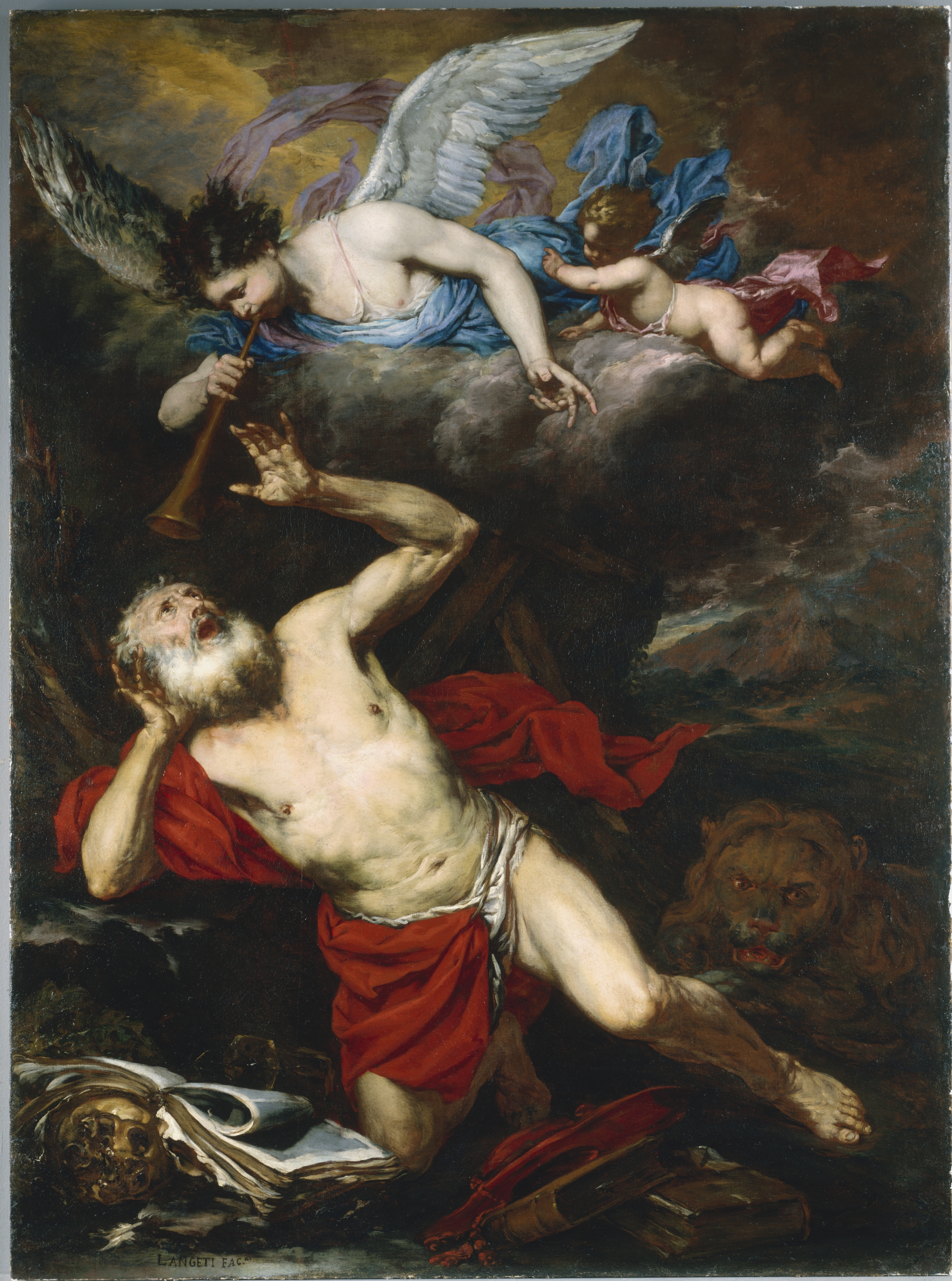
Vision des hl. Hieronymus, Öl auf Leinwand, 200,2 × 149,2 cm, Cleveland Museum of Art

Giovan Battista Langetti (auch Giovanni Battista oder Giambattista Langetti; * ca. 1635 in Genua; † 22. Oktober 1676 in Venedig) war ein italienischer Maler des Barock, dessen Hauptwirkungsort Venedig war, wo er ein Protagonist der Stilrichtung der tenebrosi war, neben Antonio Zanchi, Johann Carl Loth und Luca Giordano. Luigi Lanzi bezeichnete Langetti als „Fürst der Finsteren“.

## Leben
Über sein Geburtsjahr herrschte lange Zeit Verwirrung: in der Nachfolge seines frühen Biografen Ratti wurde lange Zeit das Jahr 1625 angenommen. Später ging man aufgrund eines Taufeintrags von 1621 aus, bis sich herausstellte, dass es sich dabei um einen gleichnamigen Bruder des Malers handelte, der bereits 1627 im Kindesalter verstarb. Heute folgt man dem Totenregister der venezianischen Gemeinde von Santa Maria Maddalena, wonach Langetti am 22. Oktober 1676 bei seinem Tode 41 Jahre alt war, also um 1635 geboren sein muss.

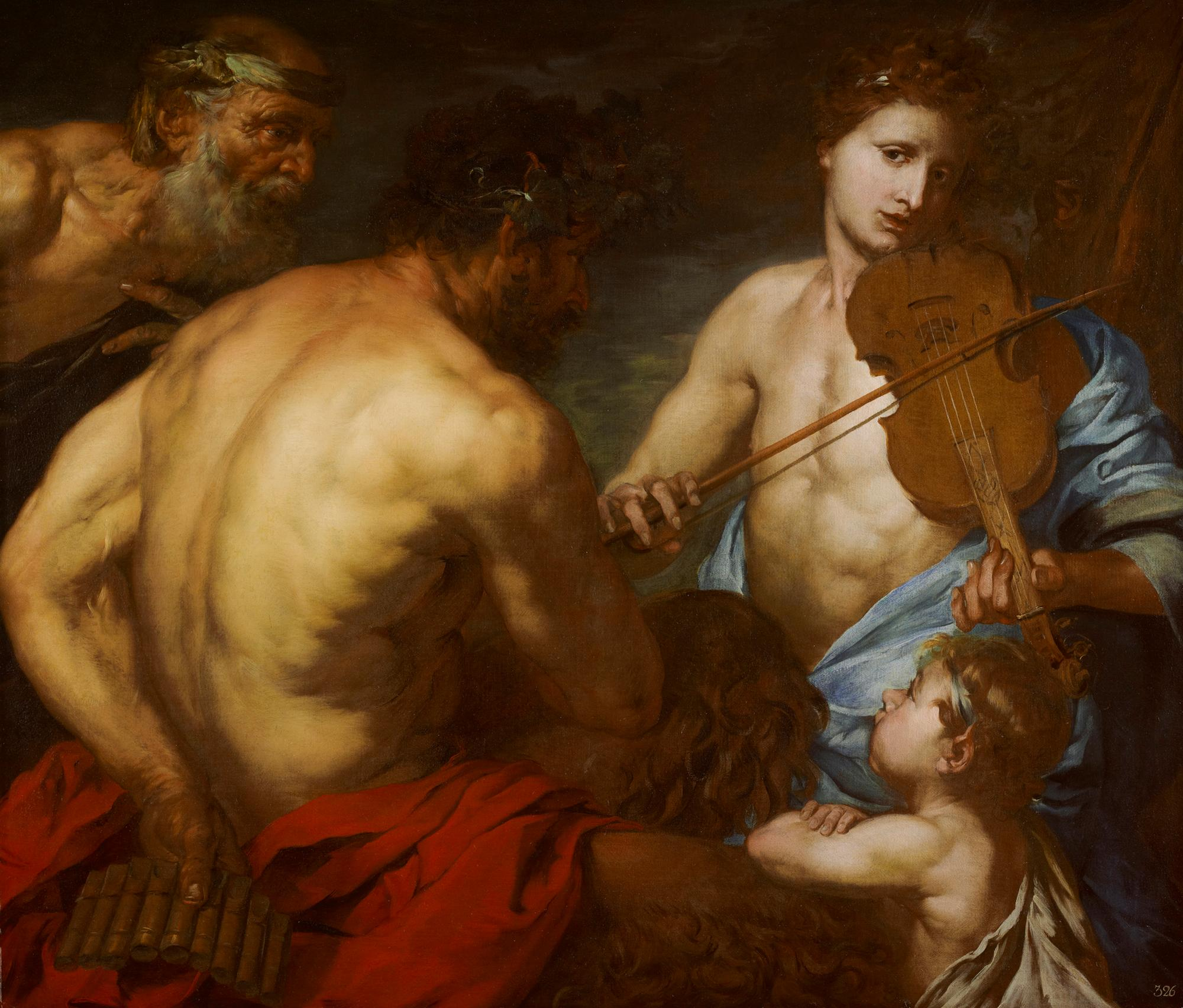
Apollo und Marsyas, Öl auf Leinwand, 108 × 126 cm, Galérie Canesso, Paris

Giovan Battista war ein Sohn von Giovanni Cesare Langetti und dessen Frau Chiara Bagutti. Beim Tode seiner Mutter am 22. Juni 1639 war sein Vater bereits tot, Giovanni Battista also Vollwaise. Er hatte eine Reihe zum Teil wesentlich älterer Geschwister, darunter Giuseppe (* 1616), Giovanni Battista (1621–1627), Maria Maddalena (1626), Maria Simonetta, Giovanni Andrea und zwei Vittorias, von denen die erste wahrscheinlich vorzeitig starb. Aus den Taufakten einiger dieser Geschwister geht hervor, dass seine Eltern gute Beziehungen zu den Familien einiger führender Genueser Maler hatten, darunter besonders Giovan Battista Carlone und dessen Bruder Giovanni sowie Bernardo Castello.
Über Langettis Ausbildung ist nichts Genaues bekannt, naheliegend, aber nicht dokumentiert, wäre eine Lehre bei einem Genueser Maler wie dem genannten Giovan Battista Carlone, oder aus stilistisch-inhaltlichen Gründen vielleicht noch wahrscheinlicher bei einem der dortigen „Naturalisten“ Giovanni Andrea De Ferrari, Orazio De Ferrari oder Gioacchino Assereto. Er muss in Genua außerdem Werke von Van Dyck und Rubens kennengelernt haben. Ein malerisches Wirken Langettis in seiner Heimatstadt ist nicht nachweisbar.
Dagegen soll er laut Marco Boschini (1660, S. 578) nach Rom gegangen sein – eventuell zusammen mit Carlone –, wo Langetti angeblich in der Werkstatt des Pietro da Cortona arbeitete. Dokumentiert ist auch das nicht und Spuren eines cortonesken Einflusses sind in seinem Werk nicht zu sehen. Immer wieder hingewiesen wird dagegen auf eine offensichtliche Beeinflussung durch den in Neapel wirkenden Jusepe de Ribera.

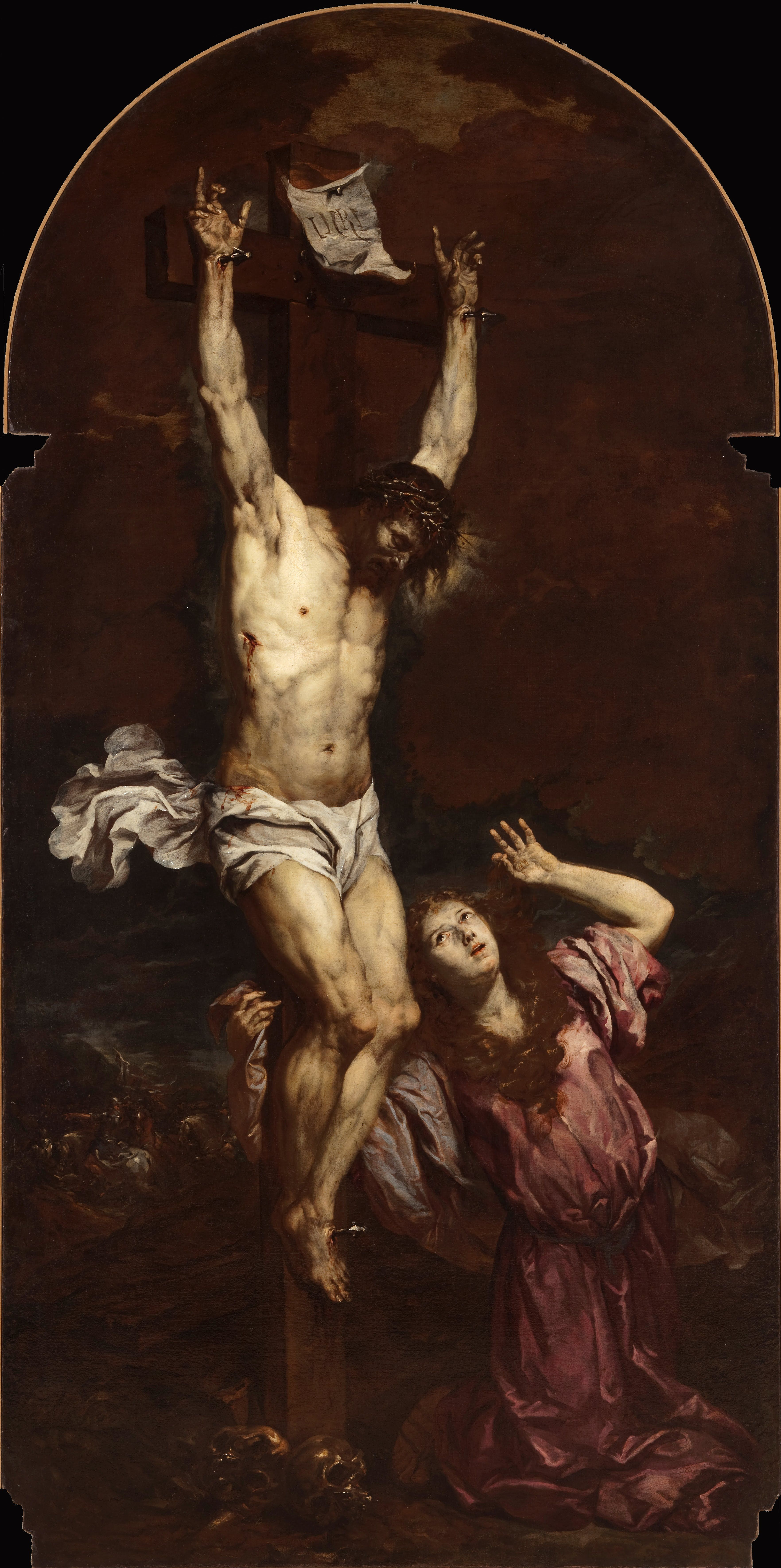
Christus am Kreuz mit Maria Magdalena, ca. 1663, Öl auf Leinwand, (urspr. für die Chiesa delle Terese), Ca’ Rezzonico, Venedig

Wahrscheinlich um 1655, auf jeden Fall vor 1660, kam Langetti nach Venedig, wo er Mitarbeiter des Giovanni Francesco Cassana gewesen sein soll, einem Schüler Bernardo Strozzis; aus dieser Tradition könnte Langetti seinen virtuosen Umgang mit Farbe, sein chromatisch reiches und pastoses Kolorit erlernt haben. Sein Lieblingsmaler und besonderes Vorbild soll Tintoretto gewesen sein.
Langetti werden heute über 100 Gemälde zugeschrieben, die nur schwer einer chronologischen Entwicklung zuzuordnen sind, zumal der Künstler relativ früh starb und seine Schaffenszeit nur etwa 20 Jahre (oder weniger) umfasst. Bekannt ist er unter anderem für zahlreiche naturalistisch dramatische, „grauenhafte“ Darstellungen von leidenden oder gemarterten Männerleibern, ähnlich wie Jusepe de Ribera und Assereto. Von vielen Langetti-Werken existieren zwei oder mehrere Fassungen, Repliken und Kopien.
Zu seinen frühen Werken gehörte ein von Boschini (1660) erwähntes Bild Apollo und Marsias für den Grafen Gaetano Thiene, das wahrscheinlich mit einem einst in der Dresdner Galerie befindlichen und im Zweiten Weltkrieg zerstörten Bild identisch war; zwei andere Versionen desselben Themas sind erhalten (Sammlung Platky, Leipzig; und Puschkin-Museum, Moskau).
Zu Langettis Kunden zu Beginn der 1660er Jahre gehörte auch Humprecht Jan Czernin, der Botschafter des kunstsinnigen Erzherzogs Leopold Wilhelm. Czernin bestellte unter anderem 1663 bei dem Maler eine Eifersucht des Vulcanus, bei der es sich wahrscheinlich um das gleichnamige Gemälde in der Alten Pinakothek (München) handelt.
Als eins von Langettis Meisterwerken und einen Höhepunkt der Malerei des venezianischen Seicento gilt der wahrscheinlich 1663 im Auftrag von Maffio Milles entstandene Christus am Kreuz mit Maria Magdalena in der Chiesa delle Terese, der Kirche des Ordens der Teresianischen Karmeliterinnen. Mehrere andere Gemälde Langettis für dieselbe Kirche sind heute verschollen.

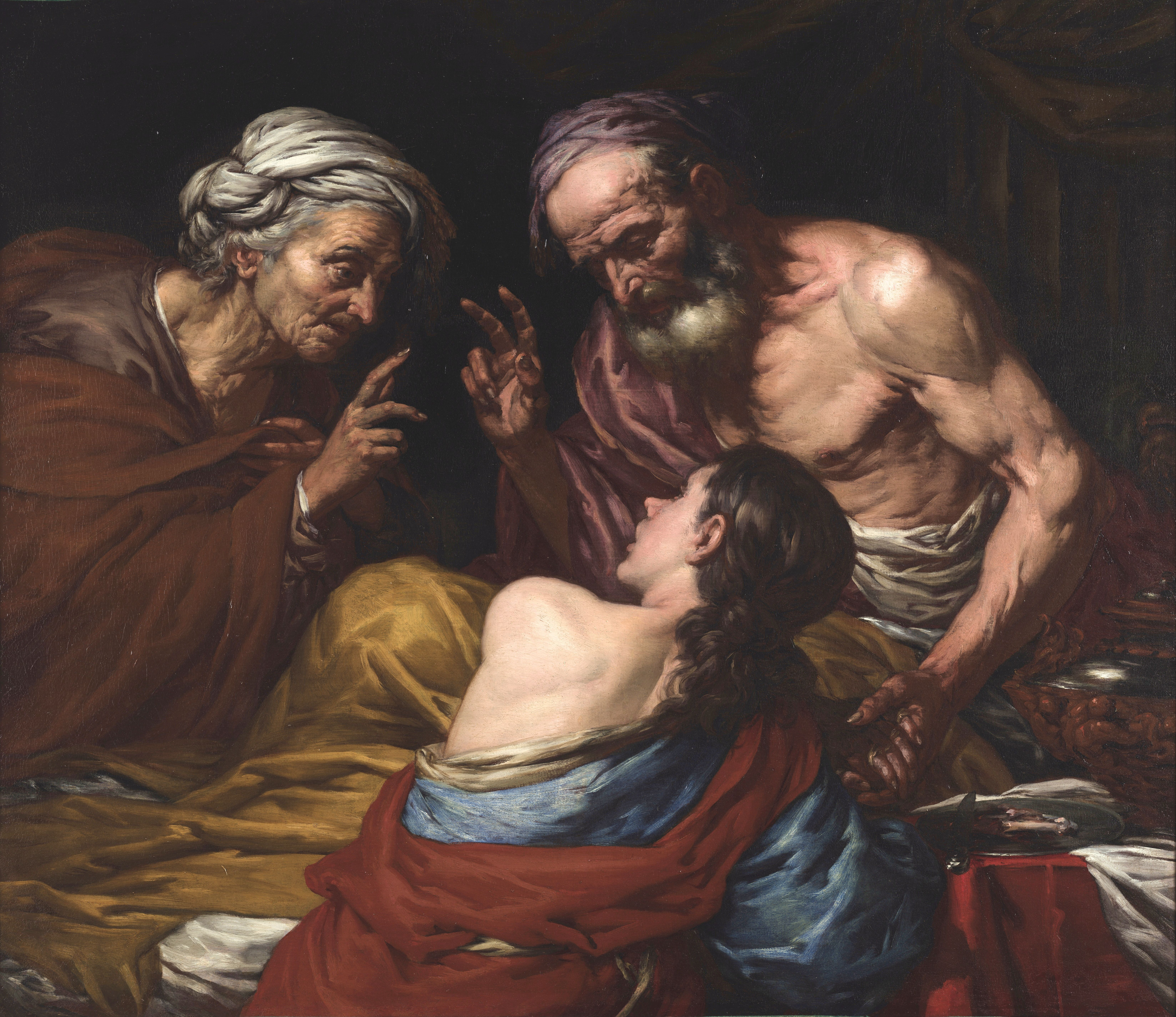
Isaak segnet Jakob, Öl auf Leinwand, 126 × 109 cm, Brukenthal-Museum, Sibiu (Hermannstadt)

Es sind nur wenige signierte Bilder des Künstlers erhalten, darunter vier, die alle malerisch von höchstem Niveau sind und wahrscheinlich aus dem Zeitraum von etwa 1665 und dem Beginn der 1670er Jahre stammen. Bei diesen vier Gemälden handelt es sich um Merkur und Argos im Palazzo Luca Grimaldi, „Palazzo Bianco“, in Genua; den hl. Hieronymus im Cleveland Museum of Art; den Archimedes in Braunschweig (Herzog Anton Ulrich Museum; andere Version im Philadelphia Museum of Art); und eine Todesszene (Privatbesitz, Padua).
Zu den bedeutendsten Werken Langettis, die man seinen letzten Lebensjahren zuschreibt, gehören: zwei Versionen des Guten Samariters (Musée des Beaux-Arts, Lyon; und Holbourne of Menstrie Museum, Bath); Isaak segnet Jacob (Art Gallery, Toronto); Die Geduld des Hiob (Musei civici, Rovereto); zwei Versionen von Joseph deutet Träume (Schloss Pommersfelden; und Brukenthal-Museum, Sibiu) sowie Diogenes und Alexander (Galleria Querini Stampalia, Venedig).
Seine beiden letzten Gemälde sind die ebenfalls signierten Heiligenporträts von Petrus und Paulus, die er ursprünglich 1675 für die Kirche Sant’Agostino in Padua malte und die im 19. Jahrhundert, beim Abriss der Kirche, in die Sakristei von San Daniele gebracht wurden.
Ein kurz nach seinem Tod am 22. Oktober 1676 erstelltes Inventar beweist, dass Langetti ziemlich wohlhabend war; in seinem Besitz befand sich auch ein kleiner Kopf seines Idols Tintoretto.

## Bildergalerie

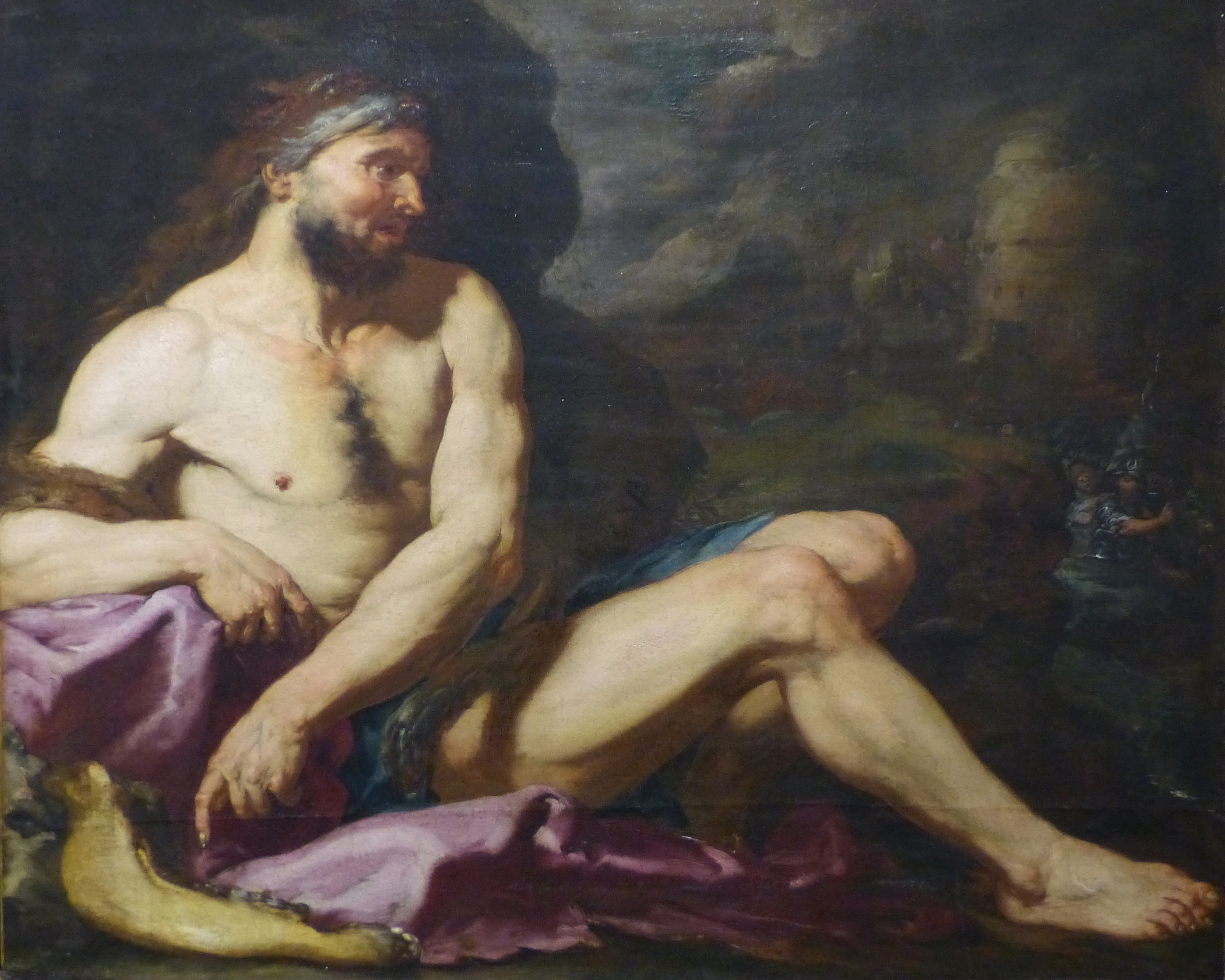
Der siegreiche Samson, Öl auf Leinwand, 121 × 147 cm, Musée des Beaux-Arts, Nîmes
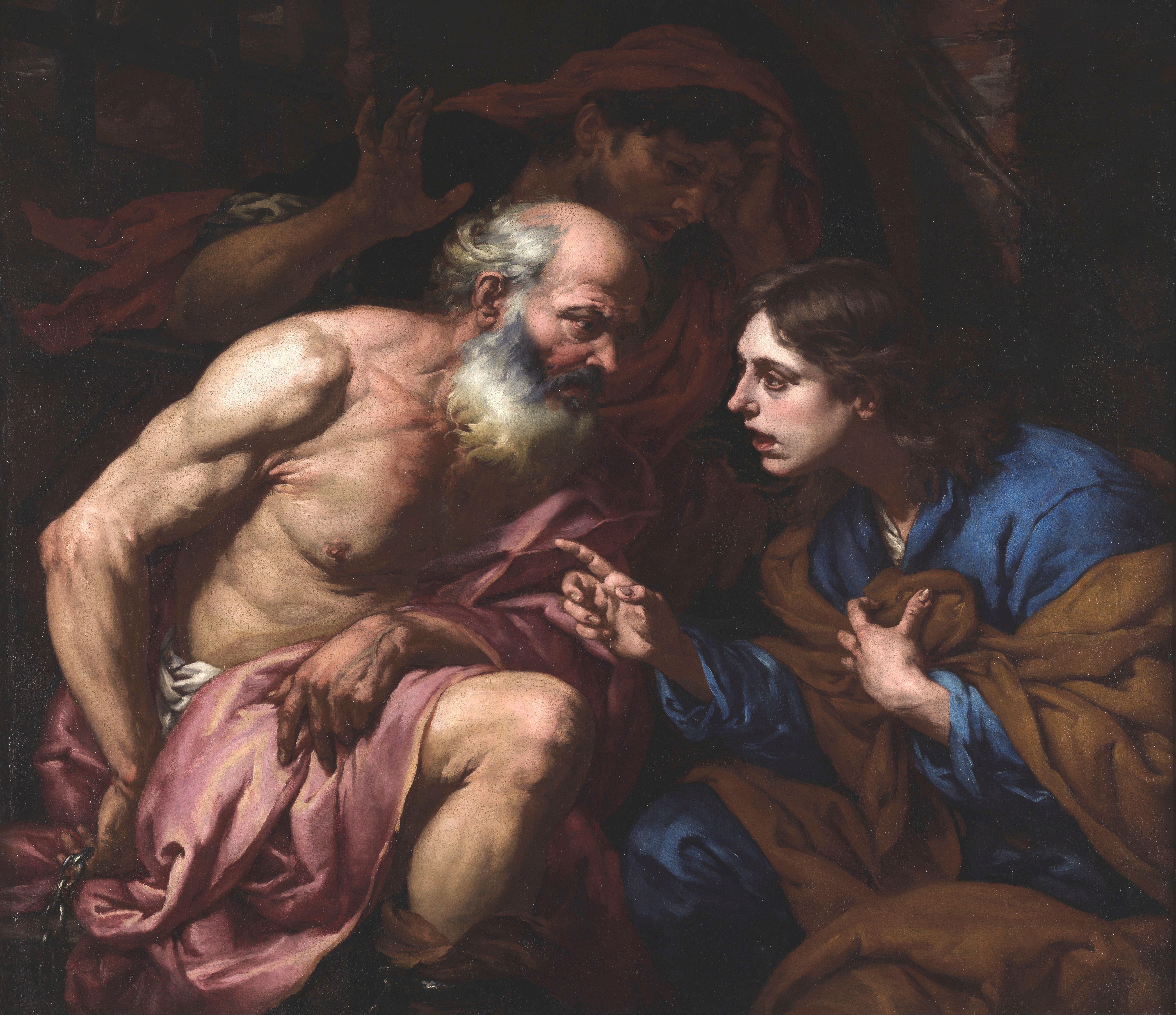
Joseph deutet einen Traum im Kerker, 1660–75, Öl auf Leinwand, 126 × 109 cm, Brukenthal-Museum, Sibiu (Hermannstadt)
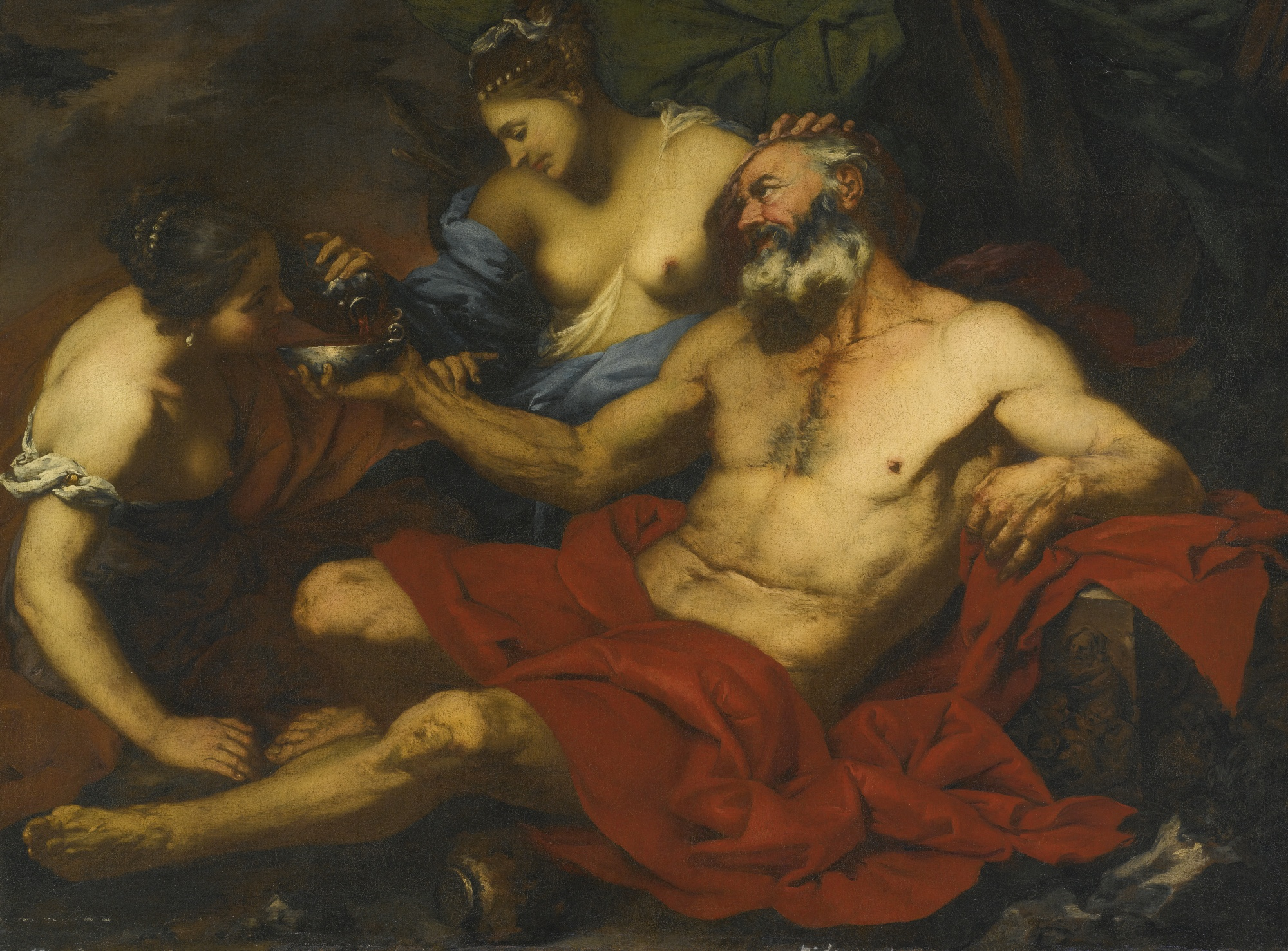
Lot und seine Töchter, Öl auf Leinwand, 136,8 × 181,5 cm, Privatsammlung (?)
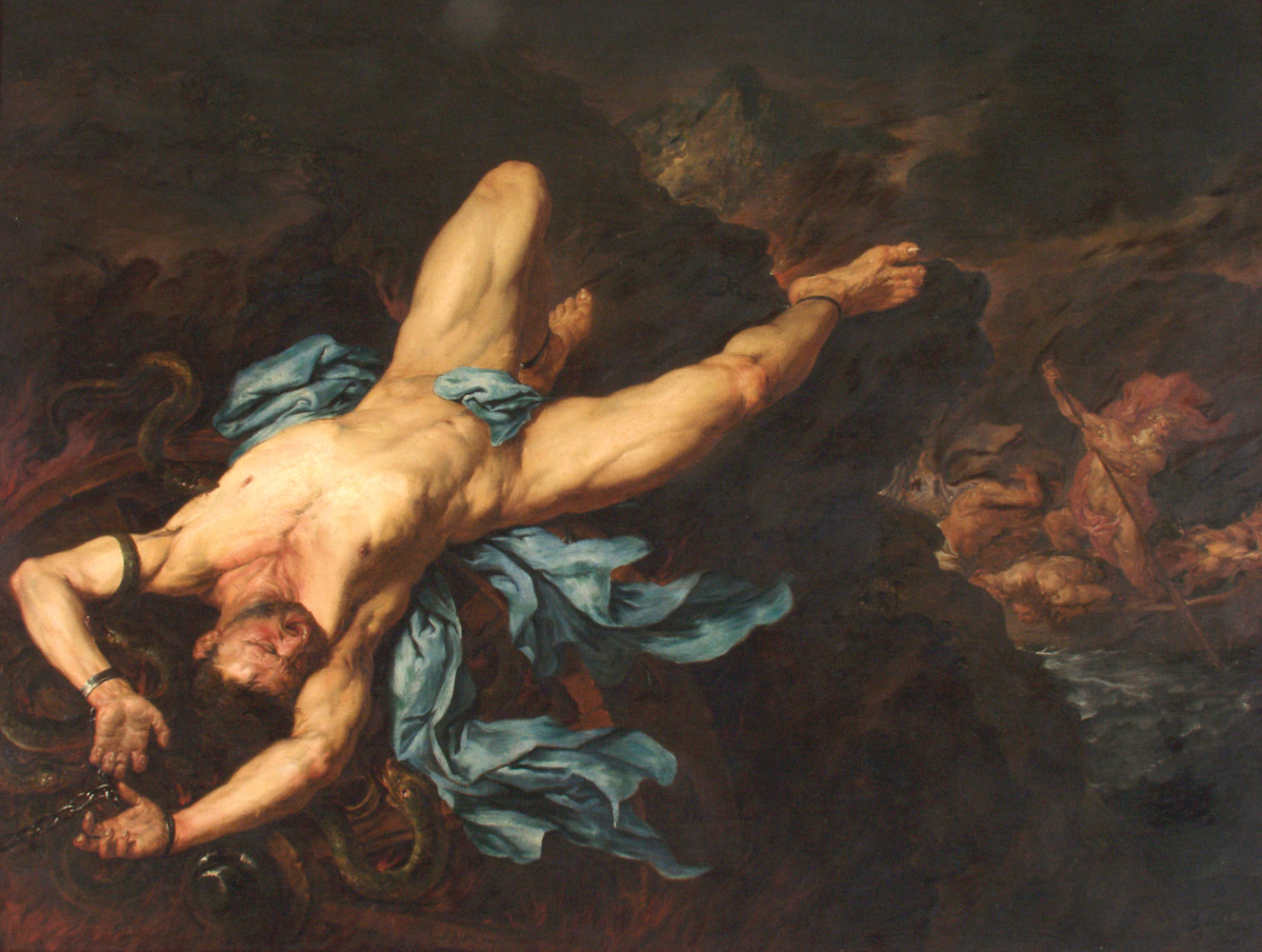
Die Qualen des Ixion, Öl auf Leinwand, 193,6 × 258,4 cm, Museo de Arte de Ponce (MAP), Puerto Rico
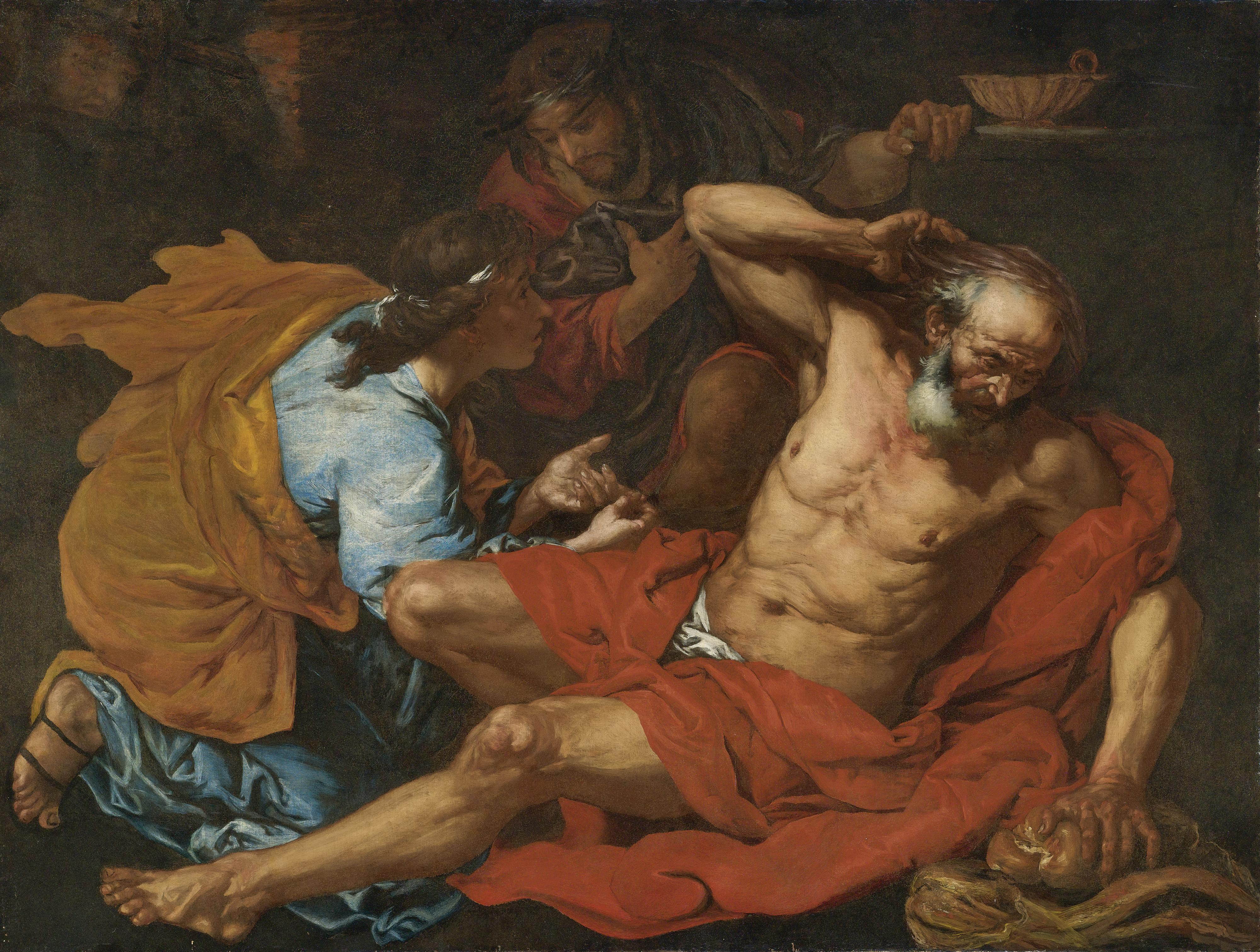
Joseph deutet den Traum des Bäckers, 1670–75, Öl auf Leinwand, 136 × 181 cm, Privatsammlung
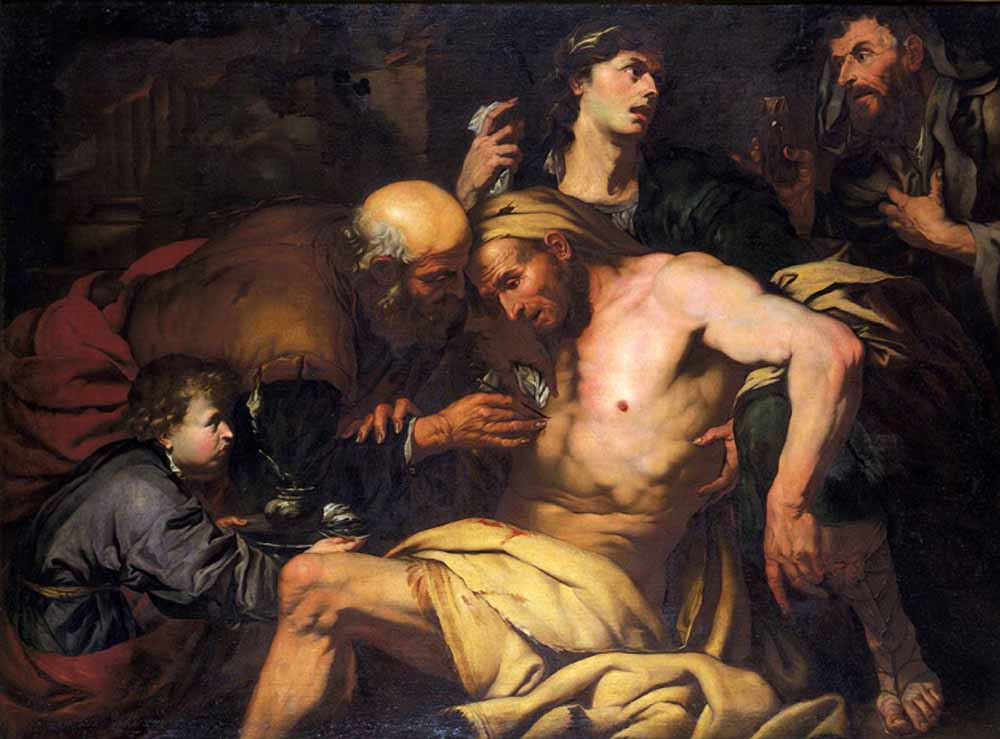
Der barmherzige Samariter, Öl auf Leinwand, 152 × 206 cm, Osterley Park, London